# Perdita polytropica
Perdita polytropica är en biart som beskrevs av Timberlake 1962. Perdita polytropica ingår i släktet Perdita och familjen grävbin. Inga underarter finns listade i Catalogue of Life.